# Can Casals del Torrent
Can Casals del Torrent és un mas al terme municipal de Sant Andreu de Llavaneres (Maresme) catalogat a l'Inventari del Patrimoni Arquitectònic de Catalunya. Masia formada per tres cossos i dos pisos, amb unes petites golfes a la part central. La coberta és a dues aigües. Totes les obertures estan emmarcades amb pedra. A la façana principal hi ha un portal d'arc de mig punt i un rellotge de sol. La finestra de damunt de la porta presenta una modesta sanefa bisellada, i a la llinda hi ha gravada la data de 1641, que sembla que correspon a la data d'una restauració. A l'interior gairebé totes les portes són de pedra i algunes finestres tenen festejadors. Actualment es troba molt restaurada. La darrera restauració es realitzà als anys 1950.

## Història
El castell de Burriac exercí el seu domini feudal sobre el castell de Mata, que comprenia els termes de Mataró, Sant Andreu de Llavaneres i Sant Vicenç de Montalt. L'any 1479 els representants de diverses parròquies del Maresme (Jaume Llull, en representació de les de Sant Andreu i Sant Vicenç) van demanar al rei poder desvincular-se del senyor del castell de Burriac i posar-se directament sota la seva protecció. Un any més tard, el 1480, Ferran el Catòlic va incorporar tot el territori de Mataró a la corona, i el va fer “carrer de Barcelona”.
El primer de maig de 1543, el rei Carles I va signar el privilegi pel qual les parròquies de Sant Andreu i Sant Vicenç de Llavaneres podien constituir-se universitat pròpia i elegir batlle per elles mateixes. El poble estava format per nombroses masies escampades pel sector muntanyós, presidides per l'antiga església parroquial.